# Money Made
"Money Made" é o quarto single do décimo quinto álbum de estúdio Black Ice da banda de rock australiana AC/DC. A canção foi lançada somente através de airplay nas rádios da Austrália em julho de 2009, e no Reino Unido como um CD junto com "War Machine".
Angus Young declarou que a inspiração histórica para a música foi a obsessão por dinheiro nos Estados Unidos:
| “ | "Nos Estados Unidos o foco parece ser: Como é que vamos ganhar dinheiro com isso? Podemos manter a escola? Há um benefício com isso? Será que realmente precisamos de um novo hospital? Você pode não morrer mais rápido? Será que realmente tem que gastar dinheiro em medicina? Quantos anos você tem agora? "Às vezes você pensa, podemos todos ter uma respiração profunda? O básico tem que estar no lugar. Trinta anos atrás, nunca uma escola de merda fez dinheiro. Num preenchimento de uma estrada ou a colocação de um semáforo ninguém ganhava dinheiro. Hospitais estavam lá para manter as pessoas bem, não para ganhar dinheiro" | ” |
|   | — Angus Young. |   |

O baixista Cliff Williams disse que Money Made é sua música favorita do Black Ice.

## Faixas
Todas as letras escritas por Angus Young e Malcolm Young, todas as músicas compostas por AC/DC.
| CD Promo |               |         |  |
| N.º      | Título        | Duração |  |
| 1.       | "Money Made"  | 4:15    |  |
| 2.       | "War Machine" | 5:10    |  |

## Créditos
- Brian Johnson – vocais
- Angus Young – guitarra solo
- Malcolm Young – guitarra rítmica, backing vocal
- Cliff Williams – baixo, backing vocal
- Phil Rudd – bateria